# Helder Salomão
Helder Ignacio Salomão (Governador Lindenberg, 8 de março de 1964) é um professor e político brasileiro, filiado ao Partido dos Trabalhadores (PT) desde 1982.

## Biografia
Nascido na cidade de Governador Lindenberg, Helder Salomão mudou-se para Bela Aurora, em Cariacica, aos 11 anos de idade. Sua carreira política iniciou nas comunidades eclesiais de base ligadas à Igreja Católica.
Ele chegou a freqüentar o Seminário dos Passionistas e formou-se em Filosofia pela Pontifícia Universidade Católica de Minas Gerais e fez pós-graduação em planejamento educacional, tornando-se depois professor da rede municipal de Cariacica e da rede Estadual.
Em 1992, foi eleito vereador e disputou a prefeitura de Cariacica em 2000, mas perdeu para Aloízio Santos. Em 2002, foi eleito deputado estadual e em 2004 foi eleito prefeito de Cariacica e reeleito em 2008. 
Findado o mandato como Prefeito Municipal, assumiu a Secretaria de Assistência Social e Direitos Humanos do Espírito Santo, tendo gerido a mesma até março de 2014. No mesmo ano, foi eleito deputado federal para o mandato 2015-2018.
Nas eleições de 2022 foi reeleito deputado federal, tendo sido o primeiro lugar no Espírito Santo na disputa por uma vaga na Câmara. Recebeu 120.337 votos.